# Escuela Hayashi
La Escuela Hayashi fue una de las cuatro escuelas de Go del período Edo en Japón.

## Jefes de casa
1. 林 門入齋  Monnyusai desde 1612
2. 林 門入  Monnyu hasta 1685
3. 林 玄悦 Genetsu 1685-1706
4. 林 朴入 Bokunyu 1706-1726
5. 林 因長 Incho 1727-1743
6. 林 門利 Monri 1743-1746
7. 林 転入 Tennyu 1746-1757
8. 林 祐元 Yugen 1757-1789
9. 林 門悦 Mon'etsu 1789-1816
10. 林 鐵元 Tetsugen 1816-1819
11. 林 元美 Gembi 1819-1848
12. 林 柏栄 Hakuei 1848-1864
13. 林秀榮 Shuei

En 1884, Hayashi Shuei fusionó la escuela con la Escuela Honinbo.
- Datos: Q2620639